# 요절 (불교)
요절(要節)은 불교에서 수행에 도움이 될 구절을 기록한 책으로, 엄밀히 말해 불경은 아니다.

## 같이 보기
- 직지심체요절